# Classe Paltus
Le unità appartenenti alla classe Paltus (progetto 1083.1 secondo la classificazione russa) sono minisommergibili a propulsione nucleare. Si tratta di mezzi progettati per svolgere missioni segrete ed operazioni di ingegneria subacquea.

## Tecnica
I classe Paltus sono stati sviluppati a partire dall'AS-21. Inoltre, devono molto anche al sommergibile americano NR-1.
Le informazioni tecniche diffuse non sono molte: hanno lo scafo in titanio, una profondità operativa elevata (1.000 metri circa) ed una velocità piuttosto alta (30 nodi). Inoltre, sono equipaggiati con braccia meccaniche, in modo da essere in grado di svolgere operazioni di manipolazione subacquea. Queste sono inoltre facilitate dalla presenza di propulsori laterali, che ne facilitano gli spostamenti.

## Utilizzo
I sommergibili classe Paltus sono utilizzati per operazioni segrete, nonché per svolgere lavori subacquei. Come nel caso dell'AS-21, operano grazie a grandi sottomarini nucleari modificati (come il KS-411 Orenburg).
Gli esemplari costruiti sono stati due, presso i cantieri di San Pietroburgo.
Il primo è entrato in servizio nel 1991, con il nome di AS-12 (anche se, secondo alcune fonti, si chiamerebbe A 21).
Il secondo, invece, è operativo dal 1994 con il nome di AS-35 (anche in questo caso, però, vi sono dubbi sul nome, che potrebbe essere AS-23).
Un terzo esemplare non è mai stato completato.
Informazioni sulla loro carriera operativa sono praticamente nulle, così come il loro stato attuale. Sono operativi con la Flotta del Nord, e sono basati ad Olenya Guba.